# Ayala Pines
Ayala Malach Pines ou Ayala Malakh-Pines, née le 19 juillet 1945 dans le Kirghizistan et morte le 23 septembre 2012 , est psychologue et professeur d'université israélienne.

## Parcours professionnel
Ayala Malakh-Pines est née au Kirghizistan (à l'époque RSS kirghize) de Judith et Wolf Malakh, des réfugiés polonais qui ont fui vers l'est de l'URSS pendant la Seconde Guerre mondiale. En 1949, ils ont émigré en Israël, où Ayala est devenu psychologue, thérapeute de couple, et professeur de psychologie clinique et sociale à l'école de gestion de l'université Ben Gourion du Néguev.

## Travaux et recherches
Ayala Malach Pines est une spécialiste de l'étude du syndrome d'épuisement professionnel et a publié de nombreux ouvrages et articles de recherche sur le sujet. Elle a participé à des enquêtes pour Christina Maslach, psychologue américaine spécialisée dans les domaines de l'épuisement et le stress au travail

## Œuvres

### Ouvrages
- L'usure du couple, Eyrolles, 2001
- La jalousie amoureuse, Paris, Osman Eyrolles, 2000

### Articles
- (en) (avec Christina Maslach), Characteristics of staff burn-out in mental health settings. Hospital & Community Psychiatry, 29, 233-237, (1978).
- (en) (Collectif) Ayala Malach-Pines, Leslie Hammer et Margaret Neal, Le couple de la «génération pivot» : étude interculturelle et intergenres », p. 225-237), Pratiques psychologiques, no 2, juin 2009.